# Centre d'Automàtica i Robòtica
El Centre d'Automàtica i Robòtica (CAR) és un institut de recerca a Espanya compartit entre la Universitat Politècnica de Madrid (UPM) i el Consell Superior de Recerques Científiques (CSIC). Els principals camps de recerca són l'enginyeria de control, la percepció artificial i la robòtica. Es va crear el 2009 a partir de l'Institut d'Automàtica Industrial (IAI) del CSIC. La seva seu es troba radicada a Arganda del Rey.
El CAR està finançat per diferents projectes tant de caràcter europeu com a estatal.
Entre els projectes que treballa es troben la resolució de problemes de la conducció autònoma de vehicles terrestres i aeris, com els drons. A l'octubre de 2019 va organitzar i va acollir la International Micro Air Vehicle (IMAV). També tracta amb problemes de robòtica social, participant en projectes com el Robocity 2030 i desenvolupant robots socials com a Doris. Un altre dels camps d'acció és la creació d'exoesquelets, amb la finalitat d'ajudar a nens a tornar a caminar. També treballa en el desenvolupament de la Indústria 4.0.